# René Klaassen
René Nico Hubertus Klaassen (Velp, 4 maart 1961) is een Nederlands voormalig hockeyspeler. Klaassen speelde 126 keer voor het Nederlands team en scoorde daarin drie keer. Hij nam tweemaal deel aan de Olympische Spelen.
Hij was aangesloten bij HC Wageningen en Kampong in Utrecht.

## Erelijst
| 1984 | Olympische Spelen      | 6e plaats |
| 1984 | Champions Trophy       | 4e plaats |
| 1985 | Champions Trophy       | 5e plaats |
| 1986 | Champions Trophy       | 6e plaats |
| 1986 | Wereldkampioenschap    | 7e plaats |
| 1987 | Champions Trophy       | Zilver    |
| 1987 | Europees kampioenschap | Goud      |
| 1988 | Olympische Spelen      | Brons     |
| 1990 | Wereldkampioenschap    | Goud      |

Peter van Asbeck · 
Ewout van Asbeck · 
Lex Bos · 
Roderik Bouwman · 
Cees Jan Diepeveen · 
Theodoor Doyer · 
Maarten van Grimbergen · 
Arno den Hartog · 
Tom van 't Hek · 
Pierre Hermans · 
René Klaassen · 
Hans Kruize · 
Jan Hidde Kruize · 
Ties Kruize · 
Eric Pierik · 
Ron Steens ·
Coach: Wim van Heumen
Marc Benninga · 
Floris Jan Bovelander · 
Jacques Brinkman · 
Maurits Crucq · 
Marc Delissen · 
Cees Jan Diepeveen · 
Patrick Faber · 
Taco van den Honert · 
Ronald Jansen · 
René Klaassen · 
Hendrik Jan Kooijman · 
Jan Hidde Kruize · 
Frank Leistra · 
Erik Parlevliet · 
Gert Jan Schlatmann · 
Tim Steens ·
Coach: Hans Jorritsma